# Шлоссер, Курт
Курт Шлоссер (нем. Kurt Schlosser; 18 октября 1900 — 16 августа 1944, Дрезден) — немецкий спортсмен-альпинист, антифашист, коммунист.

## Биография
Рабочий-столяр. Во время обучения профессии в результате несчастного случая потерял руку. Тем не менее создал группу скалолазания из молодых спортсменов-рабочих. Был членом профсоюза рабочих- деревообработчиков.
В 1923 году вступил в Коммунистическую партию Германии (КПГ), член заводской ячейки КПГ и революционной профсоюзной оппозиции. В 1931 году за участие в организации забастовочного комитета потерял работу.
С 1933 года Шлоссер вместе с другими альпинистами активно участвовал в запрещенной «приграничной работе». Организовал семинар, ставший местом встречи борцов сопротивления нацистскому режиму и объединения немецких и чехословацких спортсменов, представителей рабочего класса.
С 1942 Шлоссер был членом руководства нелегальной организации КПГ Дрездена, вновь созданного после серии арестов, занимался созданием, налаживанием и укреплением новых связей с действующими в подполье профсоюзными представителями Дрездена и его окрестностей.
В начале декабря 1943 года, Курт Шлоссер и другие активные антифашисты были арестованы. 30 июня 1944 года вместе с группой товарищей был приговорен к смертной казни за «государственную измену и действия в пользу врага».
16 августа 1944 года Курт Шлоссер был обезглавлен нацистами во дворе Государственного суда Дрездена.